# United States Strategic Air Forces in Europe

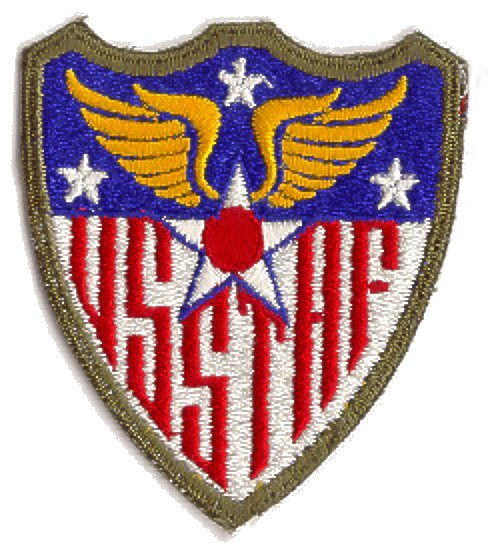
Schulterabzeichen des USSTAF

United States Strategic Air Forces in Europe (abgekürzt anfangs USSAFE, ab Februar 1944 USSTAF) war der Name eines während des Zweiten Weltkriegs im Januar 1944 unter General Carl A. Spaatz aufgestellten Hauptquartiers der United States Army Air Forces. Es bestand für die restliche Dauer des Krieges und stellte die US-amerikanische Kommandobehörde für die Combined Bomber Offensive gegen NS-Deutschland, deren Gegenpart das britische RAF Bomber Command war. Gebildet aus der aus dem Vereinigten Königreich operierenden 8th Air Force und der in Italien stationierten 15th Air Force stellte dieses Kommando eine Besonderheit dar, da es im Grunde zwei Kriegsschauplätze, das European Theater of Operations (ETO) und das Mediterranean Theater of Operations (MTO) verband. Nach dem Kriegsende ging das Hauptquartier in den United States Air Forces in Europe mit Sitz in Wiesbaden auf.

## Geschichte

### Vorgeschichte
Auf der Casablanca-Konferenz im Januar 1943 war die Combined Bomber Offensive (auch Operation Pointblank) gegen das Deutsche Reich von den Combined Chiefs of Staff (CCS) beschlossen worden. Die amerikanische Beteiligung daran bestand anfänglich allein aus der 8th Air Force unter General Ira C. Eaker. Der vom Rangdienstalter höhergestellte Carl A. Spaatz, der die 8th Air Force zuvor geführt und in der Operation Bolero nach England überführt hatte, war zu diesem Zeitpunkt Kommandeur der US-Luftstreitkräfte, die die Operation Torch unterstützten, und wurde im Februar 1943 zum Oberbefehlshaber der auf diesem Kriegsschauplatz operierenden Northwest African Air Forces ernannt. Die Combined Bomber Offensive sollte nach den Beschlüssen von Casablanca von dem britischen Chief of the Air Staff Charles Portal im Auftrag der CCS koordiniert werden.
Im weiteren Verlauf des Jahres 1943, nach dem endgültigen Sieg über die Achsenmächte in Nordafrika im Tunesienfeldzug, erhielt die Frage der Vorbereitung der Operation Overlord Dringlichkeit und die Angriffe des RAF Bomber Command und der 8th Air Force gegen das Deutsche Reich wurden deutlich intensiviert, mit dem vorläufigen Höhepunkt der gemeinsamen Bombardierung Hamburgs (Operation Gomorrha, Juli 1943). Die 15th Air Force wurde Ende Oktober 1943 in Tunis mit dem Auftrag aufgestellt, die Combined Bomber Offensive von Italien aus, wo die Alliierten inzwischen Fuß gefasst hatten, zu unterstützen und so eine neue Front im Luftkrieg gegen die Achsenmächte zu eröffnen.

### Aufstellung
Gegen Jahresende 1943 wurde die Kommandostruktur für die für das kommende Frühjahr anvisierte Operation Overlord festgelegt. Offen blieb dabei zunächst, ob der Supreme Allied Commander, unter dem die Teilstreitkräfte dabei operieren sollten, auch die strategischen Luftstreitkräfte (schweren Bomber) für die Dauer der Operation kontrollieren sollte. In dieser Zeit argumentierten die Amerikaner, in Person von Henry H. Arnold, dem Chef der United States Army Air Forces, für eine Konsolidierung der Befehlsstruktur der Bomberflotten beider Nationen für die Operation Pointblank, um deren Effektivität zu erhöhen. Als sie sich damit nicht durchsetzen konnten, schlugen die amerikanischen Joint Chiefs of Staff im November 1943 den CCS die Bildung eines neuen Hauptquartiers für die amerikanischen Bomberflotten, der United States Strategic Air Forces in Europe, vor. Die Briten erteilten schließlich ihre Zustimmung und das neue Hauptquartier wurde am 5. Januar (rückwirkend zum 1. Januar) unter dem erst kürzlich in Großbritannien eingetroffenen General Spaatz aktiviert.

### Aufgaben und Gliederung

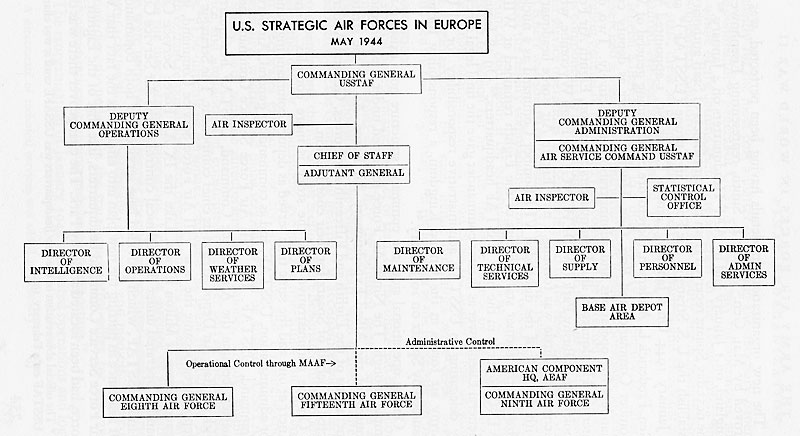
Organisation von USSTAF, Mai 1944

Das USSTAF hatte zwei primäre Funktionen:
- Ausübung der operativen Kontrolle über die beiden Bomberflotten der USAAF in Europa (8th und 15th Air Force)
- Ausübung der administrativen Kontrolle über die ebenfalls aus Großbritannien operierende 9th Air Force (die operativ dem Hauptquartier Allied Expeditionary Air Force unterstand)

Zu diesen Zwecken verfügte der Oberbefehlshaber über zwei stellvertretende kommandierende Generale mit angeschlossenen Stäben. Zuständig für Operationen wurde Major General Frederick L. Anderson (zuvor Kommandeur des VIII Bomber Command) und für Administration Brigadier General Hugh J. Knerr. Neuer Kommandeur der 8th Air Force wurde James Harold Doolittle, während die 15th Air Force von Nathan F. Twining übernommen wurde. General Eaker, der bisherige Kommandeur der 8th Air Force, wurde stattdessen ins MTO versetzt, wo er Oberbefehlshaber der Mediterranean Allied Air Forces wurde.

### Operationen
Als Operationen unter der Aufsicht von USSTAF sind zu nennen:
- die Big Week (Operation Argument) im Februar 1944
- der Luftkrieg während der Operation Overlord
- die Beteiligung an der Combined Bomber Offensive
- die Beteiligung an der Operation Crossbow
- die Beteiligung an der alliierten Luftoffensive auf die deutsche Treibstoffindustrie
- die Operation Clarion im Februar 1945

### Auflösung
Nach dem Kriegsende in Europa (VE-Day 8. Mai 1945) wurden die schweren Bomberflotten nur noch für humanitäre Einsätze benötigt, bzw. wurden auf die Verlegung in den Pazifik für den fortgesetzten Krieg gegen Japan vorbereitet. Spaatz wechselte auf den Posten des Commanding General, United States Army Strategic Air Forces in the Pacific (USASTAF) und John K. Cannon übernahm USSTAF für die restliche Zeit seines Bestehens. Eine fortgesetzte Präsenz amerikanischer Luftstreitkräfte in Europa schien aber notwendig und am 7. August 1945 wurde USSTAF zum Hauptquartier United States Air Forces in Europe (USAFE) umdesigniert.
Unter der Leitung von USSTAF wurde in der Zeit nach Kriegsende der United States Strategic Bombing Survey erarbeitet.